# トーマス・ヘルマー
トーマス・ヘルマー（Thomas Helmer, 1965年4月21日 -）は、ドイツ出身の元サッカー選手。ヘルマーはスウィーパーでのプレイを好んだが、センターバックで起用されることが多かった。

## 経歴
彼は1986年にアルミニア・ビーレフェルトで選手キャリアをスタートさせると1989年にボルシア・ドルトムントへ移籍。1992年にバイエルン・ミュンヘンからオファーを受けたが、クラブ側が国内のライバルクラブに選手を移籍させる事を望まず、フランスのオリンピック・リヨンへ移籍。リヨンはその3ヵ月後に当時の最高額となる750万マルクの移籍金でバイエルン・ミュンヘンへ売却した。
バイエルン・ミュンヘンでは主将を務め、3度のブンデスリーガ制覇、1度のDFBポカール制覇、1度のUEFAカップ制覇に貢献した。1999年にバイエルンを離れ、イングランドのサンダーランドへ移籍したが、当時のピーター・リード監督の下では出場機会を掴む事が出来ず、ヘルタ・ベルリンへのレンタル移籍という形でドイツへ帰国した。契約満了によりサンダーランドに復帰するがリード監督から脚の故障を理由に戦力外を宣告され、1999-2000シーズンを最後に現役を引退した。
西ドイツ代表としては1993年にスウェーデンとの親善試合で代表デビューを飾った。1994年のFIFAワールドカップ・アメリカ大会ベスト8進出、1996年のUEFA欧州選手権1996優勝、1998年のFIFAワールドカップ・フランス大会ベスト8進出に貢献するなど国際Aマッチ65試合出場5得点を記録した。
引退後はスポーツジャーナリストとして、ドイツのスポーツ専門番組Deutsches Sportfernsehenの司会者を務めた。また子供を対象とした慈善事業“FIFA for SOS Children's Villages”のドイツ大使を務めている。

## 代表歴

### 出場大会
- ドイツ代表
  - 1994 FIFAワールドカップ (ベスト8)
  - 1998 FIFAワールドカップ (ベスト8)

### 試合数
- 国際Aマッチ 68試合 5得点（1990年-1998年）[2]

| ドイツ代表 | 国際Aマッチ | 国際Aマッチ |
| 年         | 出場        | 得点        |
| ---------- | ----------- | ----------- |
| 1990       | 2           | 0           |
| 1991       | 3           | 0           |
| 1992       | 9           | 0           |
| 1993       | 8           | 0           |
| 1994       | 9           | 0           |
| 1995       | 11          | 2           |
| 1996       | 13          | 0           |
| 1997       | 8           | 1           |
| 1998       | 5           | 2           |
| 通算       | 68          | 5           |